# لاوا اینترنشنال
لاوا اینترنشنال ، یک شرکت الکترونیکی چند ملیتی هندی است که در زمینه تلفن های هوشمند، لپ تاپ ها، لوازم الکترونیکی مصرفی فعالیت و تخصص دارد.این شرکت در سال ۲۰۰۹ میلادی به عنوان شاخه ای از فعالیت های ارتباط از راه دور تاسیس شد؛ و دفتر مرکزی آن در نویدا، اوتار پرادش، هند می باشد. و در خارج از هند در تایلند، نپال، بنگلادش، سریلانکا، اندونزی، مکزیک، خاورمیانه، پاکستان و روسیه نیز فعالیت دارد. همچنین این شرکت با راه اندازی محصولات خود در مصر در سال ۲۰۱۶ میلادی فعالیت خود را در آفریقا آغاز کرد.